# Gare de Lamarche
La gare de Lamarche était une gare ferroviaire française de la ligne de Merrey à Hymont - Mattaincourt, située sur le territoire de la commune de Lamarche, dans le département des Vosges en région Grand Est. Elle est à quelques kilomètres du village de Lamarche.
C'était une halte voyageurs de la Société nationale des chemins de fer français (SNCF) desservie par des trains TER Grand Est.

## Situation ferroviaire
Établie à 343 mètres d'altitude, la gare de Lamarche est située au point kilométrique (PK) 47,909 de la ligne de Merrey à Hymont - Mattaincourt, entre les gares de Rozières-sur-Mouzon et de Martigny-les-Bains.

## Histoire
En 2015 c'est une gare voyageurs d'intérêt local (catégorie C : moins de 100 000 voyageurs par an de 2010 à 2011), qui dispose de deux quais (X et Y), un passage de niveau piéton et un abri. Son bâtiment voyageurs, du même type que celui de la gare de Martigny-les-Bains, est à l'abandon.

## Service des voyageurs

### Accueil
C'est une halte SNCF, point d'arrêt non géré (PANG) à accès libre, équipée d'un abri de quai.
Un passage de niveau planchéié permet la traversée des voies et le passage d'un quai à l'autre.

### Desserte
Lamarche était une halte du réseau TER Grand Est, desservie par des trains régionaux de la relation Nancy-Ville - Culmont-Chalindrey.

### Intermodalité
Le stationnement des véhicules est possible à côté de l'ancien bâtiment voyageurs.